# スクレロモクルス
スクレロモクルス (Scleromochlus ) は三畳紀後期産の小型主竜様類の絶滅属。本属は模式種 Scleromochlus taylori のみを含み、1907年にアーサー・スミス・ウッドワードによって命名された。学名はギリシア語の σκληρός 「硬い」・μοχλός「てこ」から来ている。1914年にフリードリヒ・フォン・ヒューネによって翼竜の祖先に近い動物である可能性を指摘された。

## 記載
模式種 Scleromochlus taylori は全長がおよそ181ミリメートルで、長い後肢を持っており、この後肢により四足歩行も二足歩行も可能だった可能性がある。歩行様式に関する研究では、この動物はカンガルー（またはトビウサギ）のような蹠行性跳躍を行っていたと示唆された。しかしながら、2020年のベネット (S. Christopher Bennett) によるスクレロモクルスの再評価では、この動物は「カエルのような足を拡げた四足歩行の跳躍者」であるとされた。もしスクレロモクルスが実際に翼竜と類縁があるならば、これは翼竜がどのように進化してきたかについての洞察を与えることになる。なぜならば初期の翼竜もまた跳躍移動への適応を示していたからである。

## 発見
化石はスコットランドのロジーマス砂岩（Lossiemouth Sandstone、カーニアン）から発見された。模式標本 BMNH R3556 は砂岩の中に印象化石として保存された部分的な骨格で、頭骨の一部と尾は失われている。

## 分類

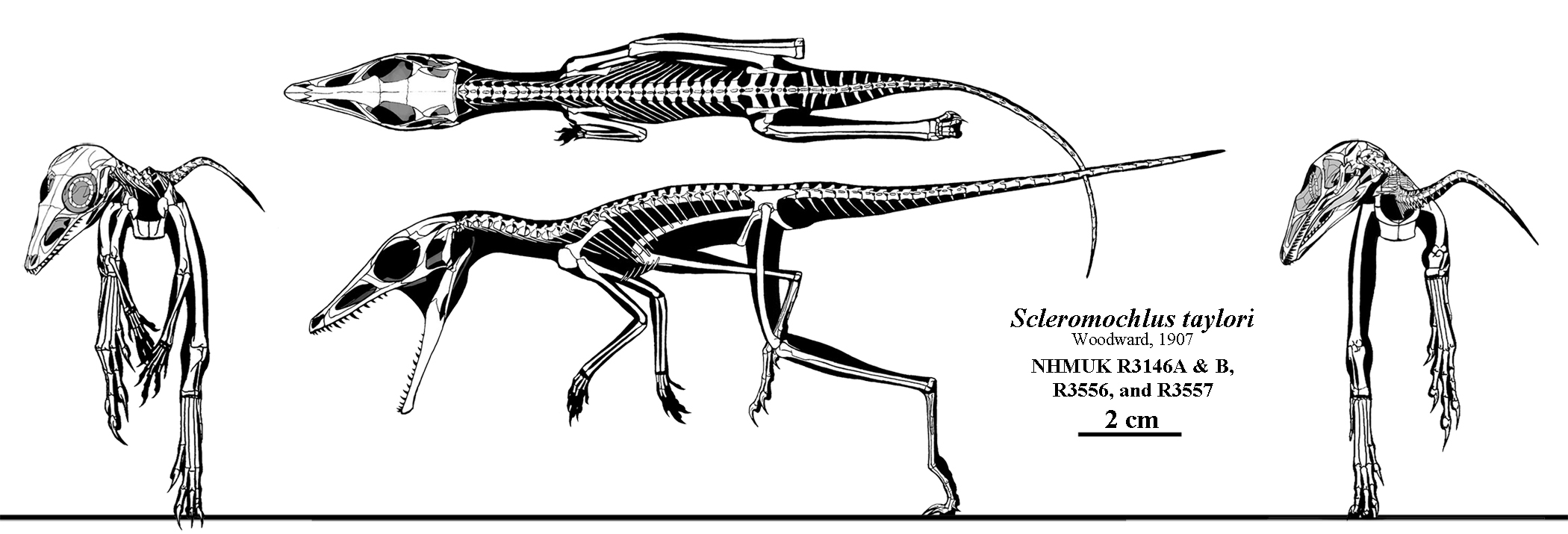
骨格図

軽量な体を持った跳躍性のこの動物の系統上の位置については議論が続いている。異なる分析結果が、この動物が最も基盤的な鳥頸類であるとしながらも、一方は翼竜の姉妹群であるとし、一方はAvemetatarsaliaの基盤的メンバーで鳥頸類の外側に位置しているとした。Nesbitt et al. (2017) による系統分析ではスクレロモクルスは恐竜様類の基盤的メンバーであるか、非Aphanosauria・非翼竜のAvemetatarsalia基盤的メンバーであるとされた。しかしこの著者は、スクレロモクルスのスコアは標本の小ささと保存状態の悪さのために疑問が残るものであることを強調し、Avemetatarsaliaの基盤的位置近辺に置くことが最適であると判断されるような多くの重要な特徴によってスコアされているわけではないことを明言した。
2020年、ベネットはスクレロモクルスがいくつかの特徴を持っていると判断し、その中には皮骨やクルロタルシ型の足首関節が含まれる。これらの特徴が示唆するのは、スクレロモクルスは鳥頚類に近縁ではないと言うことである。代わりにベネットはスクレロモクルスの位置について Doswelliidaeの中か、主竜様類の基盤的メンバーの中でどこか他の位置であると主張した。